# بروتوكول مابوتو
بروتوكول الميثاق الأفريقي لحقوق الإنسان والشعوب بشأن حقوق المرأة في أفريقيا، المعروف باسم بروتوكول مابوتو. يضمن البروتوكول حقوقاً شاملة للمرأة بما في ذلك الحق في المشاركة في العملية السياسية، والمساواة الاجتماعية والسياسية مع الرجل، وتحسين الاستقلالية في قرارات الصحة الإنجابية، ووضع حد لتشويه الأعضاء التناسلية للإناث. كما يوحي الاسم، اعتمده الاتحاد الأفريقي في شكل بروتوكول للميثاق الأفريقي لحقوق الإنسان والشعوب في مابوتو، موزامبيق.

## التاريخ

### الأصول
انطلاقا من الاعتراف بأن حقوق المرأة غالباً ما يتم تهميشها في سياق حقوق الإنسان، عقدت منظمة المرأة في القانون والتنمية في إفريقيا اجتماعا في (آذار / مارس 1995) في لومي، توجو، دعت خلاله إلى وضع بروتوكول محدد للميثاق الأفريقي لحقوق الإنسان والشعوب لمعالجة حقوق المرأة. وكلفت جمعية منظمة الوحدة الأفريقية (OAU) اللجنة الأفريقية لحقوق الإنسان والشعوب (ACHPR) بوضع هذا البروتوكول في دورتها العادية الحادية والثلاثين في يونيو 1995، في أديس أبابا.
تم تقديم المسودة الأولى التي أعدها فريق من الخبراء من اللجنة الأفريقية لحقوق الإنسان والشعوب وممثلي المنظمات غير الحكومية الأفريقية والمراقبين الدوليين، نظمتها اللجنة الأفريقية لحقوق الإنسان والشعوب بالتعاون مع لجنة الحقوقيين الدولية، إلى اللجنة الأفريقية لحقوق الإنسان والشعوب في دورتها الثانية والعشرين في أكتوبر 1997، ومكنت المنظمات غير الحكومية الأخرى من التعليق عليها. تمت المراجعة بالتعاون مع المنظمات غير الحكومية المعنية في جلسات مختلفة في الفترة من أكتوبر إلى يناير، وفي أبريل 1998، أقرت الدورة الثالثة والعشرون للجنة حقوق الإنسان والشؤون الإنسانية تعيين جوليان أونزيل غلينينغا، وهي محامية كونغولية، كأول مقررة خاصة معنية بحقوق المرأة في أفريقيا، مكلفة إياها بالعمل على اعتماد مشروع بروتوكول بشأن حقوق المرأة. تلقت أمانة منظمة الوحدة الأفريقية المشروع المكتمل في عام 1999، وفي عام 2000 في أديس أبابا، تم دمجها مع مشروع اتفاقية الممارسات التقليدية في جلسة مشتركة بين لجنة البلدان الأفريقية واللجنة الأفريقية لحقوق الإنسان والشعوب. بعد مزيد من العمل في اجتماعات الخبراء والمؤتمرات خلال عام 2001، توقفت العملية ولم يتم تقديم البروتوكول في القمة الافتتاحية للاتحاد الأفريقي في عام 2002.
في أوائل عام 2003، استضافت «المساواة الآن» مؤتمراً للمجموعات النسائية، لتنظيم حملة للضغط على الاتحاد الأفريقي لاعتماد البروتوكول، وتمت صياغة نص البروتوكول وفق المعايير الدولية. كان الضغط ناجحًا، واستأنف الاتحاد الأفريقي العملية واعتمدت الوثيقة النهائية رسميًا في قمة هذا القطاع بالاتحاد الأفريقي، في 11 يوليو 2003.

### التبني والتصديق

وقعت وصادقت
انضمت إليها أو خلفت دولة منضمة أو موقعة
وقعت فقط
لم توقع

اعتمد الاتحاد الأفريقي البروتوكول في 11 يوليو 2003 في قمته الثانية في مابوتو، موزمبيق. وفي الخامس والعشرين من نوفمبر 2005، بعد أن صدقت عليه الدول الأعضاء الـخمسة عشر اللازمة في الاتحاد الأفريقي، دخل البروتوكول حيز التنفيذ.
من بين 54 دولة عضو في الاتحاد الأفريقي، وقعت 49 دولة البروتوكول وصدقت 37 دولة على البروتوكول وأودعته حيز التنفيذ. دول الاتحاد الأفريقي التي لم توقع أو تصدق على البروتوكول هي بوتسوانا ومصر. الدول التي وقعت ولم تصدق عليها هي الجزائر وبوروندي وجمهورية إفريقيا الوسطى وتشاد وإريتريا وإثيوبيا ومدغشقر وموريشيوس والنيجر وساو تومي وبرينسيبي والجمهورية العربية الصحراوية الديمقراطية والصومال وجنوب السودان والسودان وتونس.

#### التحفظات
في قمة مابوتو، أبدت عدة دول بعض التحفظات.
سجلت تونس والسودان وكينيا وناميبيا وجنوب أفريقيا تحفظات على بعض بنود الزواج. كان لدى مصر وليبيا والسودان وجنوب إفريقيا وزامبيا تحفظات على «الانفصال القضائي والطلاق وإبطال الزواج». أبدت بوروندي والسنغال والسودان ورواندا وليبيا تحفظات على المادة 14 المتعلقة بـ «الحق في الصحة ومراقبة الإنجاب». أبدت ليبيا تحفظات بشأن نقطة تتعلق بالصراعات.

## المواد
المواد الرئيسية للبروتوكول هي:
- المادة 2: القضاء على التمييز ضد المرأة
- المادة 3: الحق في الكرامة
- المادة 4: الحق في الحياة، وسلامة الشخص وأمنه
- المادة 5: القضاء على الممارسات الضارة
  - تشير هذه المادة إلى تشويه الأعضاء التناسلية الأنثوية وغيرها من الممارسات التقليدية الضارة بالمرأة.
- المادة 6: الزواج
- المادة 7: الانفصال والطلاق وإلغاء الزواج
- المادة 8: الوصول إلى العدالة والحماية المتساوية أمام القانون
- المادة 9: الحق في المشاركة في العملية السياسية وعملية صنع القرار
- المادة 10: الحق في السلام
- المادة 11: حماية المرأة في النزاعات المسلحة
- المادة 12: الحق في التعليم والتدريب
- المادة 13: حقوق الرفاه الاقتصادي والاجتماعي
- المادة 14: الصحة والحقوق الإنجابية
- المادة 15: الحق في الأمن الغذائي
- المادة 16: الحق في السكن الملائم
- المادة 17: الحق في سياق ثقافي إيجابي
- المادة 18: الحق في بيئة صحية ومستدامة
- المادة 19: الحق في التنمية المستدامة
- المادة 20: حقوق الأرامل
- المادة 21: الحق في الميراث
- المادة 22: الحماية الخاصة للمسنات
- المادة 23: الحماية الخاصة للنساء ذوات الإعاقة
- المادة 24: الحماية الخاصة للنساء في حالة ضائقة
- المادة 25: سبل الانتصاف

## المعارضة
هناك عاملان مثيران للجدل بشكل خاص يعارضان البروتوكول: في مادته المتعلقة بالصحة الإنجابية، التي يعارضها بشكل رئيسي الكاثوليك وغيرهم من المسيحيين، ومادته حول تشويه الأعضاء التناسلية للإناث والزواج متعدد الزوجات والممارسات التقليدية الأخرى التي يعارضها المسلمون بشكل رئيسي.

### المعارضة المسيحية
وصف البابا بنديكتوس السادس عشر البروتوكول بأنه «محاولة للتقليل من شأن الإجهاض بشكل خفي». يعارض أساقفة الروم الكاثوليك في إفريقيا بروتوكول مابوتو لأنه يعرّف الإجهاض كحق من حقوق الإنسان. وتصفها منظمة الدفاع عن الحياة المؤيدة للحياة ومقرها الولايات المتحدة، هيومان لايف إنترناشونال، بأنها «حصان طروادة» لأجندة راديكالية.
في أوغندا، عارض المجلس المسيحي المشترك صاحب النفوذ الجهود الرامية إلى التصديق على المعاهدة على أساس أن المادة 14، في ضمان الإجهاض «في حالات الاعتداء الجنسي والاغتصاب وسفاح المحارم، وحيث أن استمرار الحمل يهدد الصحة العقلية والبدنية للأم أو حياة الأم أو الجنين» لا تتفق مع الأخلاق المسيحية التقليدية. وفي رسالة مفتوحة إلى حكومة وشعب أوغندا في يناير 2006، أبدى مؤتمر الأساقفة الكاثوليك في أوغندا معارضتهم للتصديق على بروتوكول مابوتو. وبالرغم من ذلك تم التصديق عليها في الثاني والعشرين من يوليو 2010.

### المعارضة الإسلامية
في النيجر، صوت البرلمان بأغلبية 42 صوتًا مقابل 31 صوتًا مع امتناع 4 أعضاء عن التصويت ضد التصديق على البروتوكول في يونيو 2006 ؛ في هذا البلد المسلم، هناك العديد من التقاليد المحظورة أو المهملة بموجب البروتوكول شائعة. اجتمعت مجموعات النساء المسلمات النيجيريات في عام 2009 في نيامي للاحتجاج على ما أسموه «بروتوكولات مابوتو الشيطانية»، حيث حددت حدود سن زواج الفتيات والإجهاض على أنهما مرفوضان.
في جيبوتي، وبالرغم من ذلك، تم التصديق على البروتوكول في فبراير 2005 بعد مؤتمر إقليمي حول تشويه الأعضاء التناسلية الأنثوية دعت إليه حكومة جيبوتي و «لا سلام بدون عدالة»، والذي تم فيه اعتماد إعلان جيبوتي بشأن تشويه الأعضاء التناسلية للإناث. تعلن الوثيقة أن القرآن الكريم لا يدعم تشويه الأعضاء التناسلية الأنثوية، بل على العكس من ذلك فإن ممارسة تشويه الأعضاء التناسلية للمرأة تتعارض مع مبادئ الإسلام.